# Ellabella editha
Ellabella editha är en fjärilsart som beskrevs av August Busck 1925. Ellabella editha ingår i släktet Ellabella och familjen Copromorphidae. Inga underarter finns listade i Catalogue of Life.